# Запис платан у центру (Својново)
Запис платан у центру (Својново) се налази на парцели чији је власник Општина Параћин.

## Локација
| Општина             | Параћин                                                                     |
| Катастарска општина | Својново                                                                    |
| Потес               | Село                                                                        |
| Координате          | 43° 47′ 52″ С; 21° 18′ 19″ И / 43.797699999999999° С; 21.305299999999999° И |
| Надморска висина    | 183m                                                                        |

## Карактеристике
Дендрометријске вредности утврђене на терену и сателитским снимцима:
| Стабло                     | Платан |
| Висина стабла              | m      |
| Обим дебла                 | m      |
| Пречник крошње             | 9m     |
| Пречник дебла              | m      |
| Висина дебла до прве гране | m      |

## База записа
Запис је у оквиру Викимедија пројекта "Запис - Свето дрво" заведен под редним бројем 1064.